# Lowcliffe
Lowcliffe est une localité côtière avec très peu d’habitants, située au milieu de la région de Canterbury dans l’Île du Sud de la Nouvelle-Zélande
.

## Situation
Elle est localisée sur les berges de l’Océan Pacifique entre l’embouchure du fleuve Hinds et du fleuve Rangitata.
Les villes à proximité comprennent «Coldstream» vers l’ouest par le fleuve Rangitata, Longbeach vers l’est sur l’autre côté de l’embouchure du fleuve Hinds, et la ville de Hinds vers le nord.
Les villes d’importance significative, les plus proches sont Ashburton vers le nord-est et celle de Geraldine vers l’ouest.

## Activité économique
Lowcliffe est située dans une zone rurale, qui supporte une agriculture variée telle que la culture des céréales, l’élevage ovin, et le élevage laitier.

## Éducation
Il y avait une petite école primaire, qui accueillait les enfants du niveau 1 à 8  et qui avait desservi la communauté de façon continue depuis son ouverture le 28 août 1893, mais avec un effectif de seulement 10 élèves . 
En 2011, l’école nommée  Lowcliffe School a été fermée après 118 années de fonctionnement, du fait du déclin progressif de l’effectif.